# Décimo Valério Asiático
Décimo Valério Asiático (em latim: Decimus Valerius Asiaticus; em grego:   Δέκιμος Οὐαλέριος Ἀσιατικός; c. 5 a.C.–47 (51 anos)) foi um proeminente senador romano da gente Valéria nomeado cônsul sufecto em 35 com Aulo Gabínio Segundo e eleito cônsul em 46 com Marco Júnio Silano. De origem provincial, Asiático foi o primeiro romano da Gália a ser admitido no Senado Romano e também o primeiro a chegar ao consulado.

## Contexto familiar e primeiros anos
As informações sobre sua família são incompletas. Segundo o historiador Ronald Syme, Asiático era de origem alobrogiana de "linhagem dinástica nativa". Um antepassado dele recebeu a cidadania romana de Caio Valério Flaco, governador da Gália Transalpina em 80 a.C., e aparentemente herdou seu nome. Não se sabe os nomes de seus pais e nem o de um irmão cuja existência é conhecida.
Asiático nasceu em Vienna, na Gália Narbonense, e, provavelmente ainda muito jovem, foi enviado à Roma para fazer sua carreira. Era um homem culto, renomado por suas virtudes atléticas e se tornou um amigo próximo da família imperial, sendo um visitante habitual na casa de Antônia Menor, a mãe do imperador Cláudio e avó de Calígula.

## Carreira política
Muitos dos detalhes de sua carreira são desconhecidos além da amizade de Asiático a família imperial. Seu primeiro consulado ocorreu ainda durante o reinado de Tibério, um cargo que ele só pode ter conseguido com a concordância (ou um ato) do imperador. O sucessor de Tibério, Calígula, também era amigo de Asiático e pode ter concedido a ele propriedades no Egito. Apesar disto, esta amizade não estava isenta de contratempos por causa do temperamento do imperador: numa bebedeira, Calígula confessou ter cometido adultério com a esposa de Asiático ao reclamar do desempenho dela na cama na frente dele; ofendido, Asiático passou a detestar Calígula.
Apesar disto, Asiático foi convidado a sentar com Calígula em 24 de janeiro de 41 no teatro uma hora antes de seu assassinato. Quando notícias do crime se espalharam por Roma e a identidade dos assassinos ainda era desconhecida, Asiático chegou a ser acusado de participação por causa do insulto prévio do imperador; sua resposta foi que ele desejava ter sido o responsável. Apesar disto, alguns historiadores modernos suspeitam que Asiático de fato foi um cúmplice do assassinato; outros, como Michael Swan, listaram várias razões pelas quais ele nada ganharia com a morte de Calígula e não veem motivos para duvidar de sua negativa. Um ponto levantado por Swan é que, depois da morte de Calígula, quando Asiático ofereceu seu nome ao Senado Romano para sucedê-lo, sua candidatura sofreu resistência de um dos participantes conhecidos do complô, Lúcio Ânio Viniciano.
Seja como for, contemporâneos de Asiático, como Sosíbio, suspeitavam dele. Este era, sem dúvida, a base pela antipatia nutrida por Cláudio em relação a ele. Apesar de os dois terem ido juntos acompanhar a invasão da Britânia, em 43, o motivo era a desconfiança de Cláudio em relação a ele e o desejo de mantê-lo sob vigilância. Num discurso ao Senado, quando Cláudio defendeu a admissão (adlectio) de gauleses entre os senadores, ele desancou obliquamente Asiático, mas sem citar seu nome:
| “ | Há, porém, um gaulês cujo nome manterei fora deste discurso porque ele era um malandro ladrão e eu detesto a mera menção dele. Ele era uma espécie de prodígio na escola de luta e levou um consulado de volta à sua colônia antes que o lugar tenha recebido sequer a cidadania romana. Eu tenho uma opinião igualmente ruim de seu irmão — um desgraçado miserável e indigno tal que não haveria possibilidade de ele ter qualquer utilidade para vocês como senador. | ” |

## Compra dos Jardins de Lúculo e queda
Algum tempo depois de seu segundo consulado, em 46, já um homem rico e bem conectado, Asiático usou sua fortuna para adquirir e reformar uma das mais suntuosas propriedades privadas, os Jardins de Lúculo, assim chamado por terem sido criados por Lúcio Licínio Lúculo, um famoso general e político do século I a.C. conhecido como um famigerado glutão. Em 47, o notório senador Públio Suílio Rufo acusou Asiático no Senado. Entre as acusações estava um adultério com Popeia Sabina, mãe da imperatriz Popéia Sabina.
Estas acusações, porém, eram parte de uma complexa conspiração sexual tramada pela terceira esposa de Cláudio, Messalina, para se apoderar dos Jardins de Asiático. Asiático foi delatado por Lúcio Vitélio com a ajuda de Sosíbio, o mentor do filho de Messalina com Cláudio, Britânico, um adversário de Nero pelo trono. Ele foi acusado de maiestas ("traição"), suborno, adultério e relações sexuais impróprias e teve que responder ao imperador e a Vitélio, que compartilhavam da função de censores.
Messalina, que estava presente no julgamento, deixou a sala, pois o discurso de defesa de Asiático a havia levado às lágrimas, mas ainda assim ela recomendou que Vitélio o condenasse. Ele falou da antiga amizade entre ele e a imperatriz e dos seus muitos méritos. Com isso em mente, o mais justo seria que ele pudesse pelo menos escolher a forma como preferia morrer. Embora Asiática tenha reclamado que seria preferível ter sido vítima das artimanhas de Tibério ou da fúria de Calígula do que da traição de uma mulher e da desavergonhada boca de Vitélio, ele acabou se submetendo e preferiu cortar os pulsos Asiático seguiu calmamente para sua morte e inclusive coordenou os preparativos para seu funeral.

## Família
Estudiosos concluíram que Asiático se casou com Lólia Saturnina, irmã da imperatriz Lólia Paulina, a terceira esposa do imperador Calígula. Porém, Bernard Kavanagh defende não apenas que é mais provável que Saturnina não tenha sido a esposa de Asiático e sim de seu filho, mas também que, por causa disto, Saturnina seria provavelmente sobrinha e não irmã de Paulina.
Seja como for, uma inscrição encontrada em Tibur informa que a identidade de seu filho, Décimo Valério Asiático, e neto, Marco Lólio Paulino Décimo Valério Asiático Saturnino, cônsul em 94 e 125. É possível que ele tenha tido outros filhos.

## Terras, propriedades e benfeitorias
Asiático investiu a maior parte de sua fortuna em propriedades e terras. Segundo evidências epigráficas, ele era proprietário de terras na Gália, no Egito (em Eueméria e Filadélfia) e na Itália.
Em Vienna, Asiático e seu irmão financiaram várias obras para embelezar a cidade. Segundo uma inscrição, no norte da cidade ficava o túmulo dos "Scaenici Asiaticiani", uma trupe de artistas que devia sua existência a um certo Asiático, provavelmente Décimo Valério ou seu pai. Segundo outra inscrição, um dos libertos de Asiático era um homem muito rico que provavelmente detinha propriedades em Lugduno.